# Vergílio Ferreira
Pour les articles homonymes, voir Ferreira.
Œuvres principales
- Apparition
- Matin perdu

Vergílio António Ferreira, né le 28 janvier 1916 à Melo et mort le 1er mars 1996 à Lisbonne, est un écrivain portugais.
Bien qu'ayant été professeur (ses romans Matin perdu et Apparition y font référence), c'est comme écrivain qu'il s'est distingué : son nom reste d'ailleurs associé à un prix littéraire décerné chaque année par l'université d'Évora pour distinguer l'œuvre d'un écrivain lusophone. Lui-même a obtenu le prestigieux prix Camões en 1992.
Son œuvre importante, qui comporte des romans, des contes, des essais et des journaux, peut être divisée en deux parties : une période néo-réaliste et une période existentialiste. On considère que le roman Mudança marque la transition entre ces deux moments.

## Biographie
Ses parents, António Augusto Ferreira et Josefa Ferreira, émigrent aux États-Unis en 1920, laissant Vergílio Ferreira et ses frères sous la responsabilité de leurs tantes maternelles. Cette douloureuse séparation est décrite dans Nitido Nulo. La neige - qui deviendra un des éléments fondamentaux de son imaginaire romanesque - apparaît comme une toile de fond de son enfance et de son adolescence passées dans la région de la Serra da Estrela. À 10 ans, après un pèlerinage à Lourdes, il entre au séminaire de Fundão qu'il fréquente des années durant. Cette expérience traumatisante est le thème central de Matin perdu (1954).
En 1932, il abandonne le séminaire et poursuit ses études au lycée de Guarda. Il entre à la Faculté des lettres de l'université de Coimbra, se consacrant à la poésie, qui ne sera jamais publiée hormis quelques vers cités dans Conta-Corrente. En 1939, il écrit son premier roman O caminho fica longe. Il obtient sa licence en philologie classique en 1940. Après son stage de formation au lycée D. João III de Coimbra (1942), il amorce sa carrière de professeur à Faro. Il publie un essai (Teria Camões lido Platão?), puis écrit Onde Tudo Foi Morrendo pendant ses vacances à Melo. En 1944, il donne des cours au lycée de Bragance, publie Onde tudo foi morrendo et écrit Wagon J.
Vergílio meurt à Lisbonne en 1996 ; il sera enterré dans sa ville natale de Melo.

## Existentialisme
Son œuvre est traversée par le thème de la solitude, vue comme un des aspects les plus profonds de la condition humaine, toujours accompagnée par le silence, conséquence de l'abandon de Dieu. La tentative de transformer les problèmes individuels en vérité générale sur l'Homme, le je ne se rapportant pas à soi-même mais à un je plus vaste qui englobe tous les hommes, traverse toute son œuvre. Quelle que soit la problématique traitée, elle part d'une réflexion sur la question du je mais ce questionnement va, presque toujours, de l'homme vers l'Homme.
On finit toujours par trouver chez Vergílio Ferreira, la conscience du je et de sa solitude qui se manifestent par la vision, instrument privilégié d'accès à la pensée sur soi. Les personnages de Vergílio Ferreira sont dans le questionnement permanent, cherchant un sens aux choses, le monde semblant une vaste absurdité. D'une certaine manière, le roman de Vergílio Ferreira est une interrogation sur l'humanité de l'homme.
Les personnages de Vergílio Ferreira questionnent et problématisent le réel : les uns ont perdu tout repère ou sont en voie de les perdre, les autres cherchent une étoile polaire, un guide ou la réponse à la question et si Dieu n'existe pas?.

## Journal
Treize ans durant (1981-1994) Vergílio Ferreira a publié neuf volumes de son journal, sous le titre Conta-Corrente. Les textes contenus dans ces volumes commencent en février 1969 et se terminent en décembre 1992. Les neuf volumes se divisent en deux séries: l'une de cinq, l'autre de quatre.
La publication du journal de Vergílio Ferreira provoqua une tempête divisant la paisible communauté littéraire de l'après 25 avril, entre détracteurs et partisans. Il reste un témoin précieux sur l'évolution des idées dans le Portugal du XXe siècle. Vergílio Ferreira était un homme attentif aux problèmes du monde qui l'entourait, qu'ils soient politiques, sociaux, esthétiques ou littéraires.
L'auteur avait plusieurs fois tenté d'écrire un journal mais ce n'est qu'en 1969 qu'il se lance vraiment à l'âge de 53 ans. Il prétend parler de son quotidien et de tout ce qui l'a marqué. Pourtant l'entreprise n'est pas aussi évidente qu'il n'y paraît, l'auteur sentant, à plusieurs reprises qu'il se dévoile trop face aux lecteurs, contrairement au roman, ceux-ci risquant de lire en lui trop facilement. La question de l'intime court tout au long de l'œuvre. On sent une gêne de parler de son intimité, de se soulager en public ; il poursuit pourtant l'écriture de son journal. Selon Eduardo Prado Coelho (en), l'écriture de ce journal témoigne d'une certaine impossibilité de passer par l'écriture.

## Œuvre

### Textes en prose
- O Caminho fica Longe (1943)
- Onde Tudo foi Morrendo (1944)
- Vagão "J" (1946)
- Mudança (1949)
- A Face Sangrenta (1953)
- Manhã Submersa (1954) (Prix Femina étranger) Publié en français sous le titre Matin perdu, traduit par Parcidio Gonçalves, Paris, La Différence, 1990 ; réédition, 10/18 no 2686, 1995
- Aparição (1959) Publié en français sous le titre Apparition, traduit par Geneviève Leibrich, Paris, Métailié, « Bibliothèque portugaise », 1990
- Cântico Final (1960)
- Estrela Polar (1962)
- Apelo da Noite (1963)
- Alegria Breve (1965) Publié en français sous le titre Alegria breve, traduit par Roberto Quemserat, Paris, Gallimard, « Du monde entier », 1969
- Nitido Nulo (1971)
- Apenas Homens (1972)
- Rápida, a Sombra (1974) Publié en français sous le titre Rêve d'ombre, traduit par Anne Viennot, Nantes, Le Passeur - CECOFOP, « Bibliothèque de l'arc atlantique », 1995
- Contos (1976)
- Signo Sinal (1979)
- Para Sempre (1983) Publié en français sous le titre Pour toujours, traduit par Anne Viennot et Marie José Leriche, Paris, La Différence, 1988 ; réédition, 10/18 no 2334, 1993
- Uma Esplanada Sobre o Mar (1986)
- Até ao Fim (1987) Publié en français sous le titre Jusqu'à la fin, traduit par Anne Viennot et Marie José Leriche, Paris, La Différence, 1991 ; réédition, 10/18 no 2484, 1994
- Em Nome da Terra (1990) Publié en français sous le titre Au nom de la terre, traduit par Geneviève Leibrich, Paris, Gallimard, « Du monde entier », 1992
- Na Tua Face (1993) Publié en français sous le titre Ton visage, traduit par Marie-Hélène Piwnik, Paris, Gallimard, « Du monde entier », 1996
- Do Impossível Repouso (1995)
- Cartas a Sandra (1996) Publié en français sous le titre Lettres à Sandra, traduit par Marie-Hélène Piwnik, Paris, Gallimard, « Du monde entier », 2000
- A Palavra Mágica (1976), texte tiré de Contos

### Essais
- Sobre o Humorismo de Eça de Queirós (1943)
- Do Mundo Original (1957)
- Carta ao Futuro (1958)
- Da Fenomenologia a Sartre (1963)
- Interrogação ao Destino, Malraux (1963)
- Espaço do Invisivel I (1965)
- Invocação ao Meu Corpo (1969)
- Espaço do Invisivel II (1976)
- Espaço do Invisivel III (1977)
- Um Escritor Apresenta-se (1981)
- Espaço do Invisivel IV (1987)
- Arte Tempo (1988)

### Journal intime
- Conta-Corrente I (1980)
- Conta-Corrente II (1981)
- Conta-Corrente III (1983)
- Conta-Corrente IV (1986)
- Conta-Corrente V (1987)
- Pensar (1992)
- Conta-Corrente-nova série I (1993)
- Conta-Corrente-nova série II (1993)
- Conta-Corrente-nova série III (1994)
- Conta-Corrente-nova série IV (1995)